# Interlands voetbalelftal van Chinees Taipei 2010-2019
Deze pagina toont een chronologisch en gedetailleerd overzicht van de interlands die het voetbalelftal van Chinees-Taipei speelt en heeft gespeeld in de periode 2010 – 2019. Chinees Taipei wordt normaliter aangeduid als "Taiwan", waaraan ook een andere vlag is verbonden; in sportverband wordt echter standaard gesproken van "Chinees Taipei", waarbij een aparte vlag hoort. Statistici en archieven gebruiken geregeld de namen door elkaar, maar bedoelen daarmee exact dezelfde staat, daarmee geen standpunt over (on-)afhankelijkheid van de Volksrepubliek China innemend. Chinees Taipei trof in dit decennium één nationaal elftal dat niet bij de wereldvoetbalbond FIFA zijn aangesloten, te weten de Noordelijke Marianen; de wedstrijden tegen dit elftal staan hieronder wel vermeld.

## Interlands

### 2010
|                                                                 |                |       |            |                              |
| 16 januari Vriendschappelijk № 225 «onderlinge duels» 19:00 uur | Chinees Taipei | 0 – 0 | Filipijnen | Nationaal stadion, Kaohsiung |
| 16 januari Vriendschappelijk № 225 «onderlinge duels» 19:00 uur |                |       |            | Nationaal stadion, Kaohsiung |

|                                                                      | |       |                   |                                                                                   |
| 8 oktober Long Teng-kampioenschap № 226 «onderlinge duels» 19:30 uur | Chinees Taipei                                                                                                 | 7 – 1 | Macau             | Nationaal stadion, Kaohsiung Toeschouwers: 700 Scheidsrechter: Yu Ming-hsun (TPE) |
| 8 oktober Long Teng-kampioenschap № 226 «onderlinge duels» 19:30 uur | Lin Cheng-yi 16' Lo Chih-en 43' Lo Chih-en 45' Chen Po-hao 46' Chang Han 55' Chen Po-liang 67' Chen Po-hao 77' |       | 82' Leong Ka Hang | Nationaal stadion, Kaohsiung Toeschouwers: 700 Scheidsrechter: Yu Ming-hsun (TPE) |

|                                                                       |                |       |                   |                                                                                  |
| 10 oktober Long Teng-kampioenschap № 227 «onderlinge duels» 19:30 uur | Chinees Taipei | 1 – 1 | Filipijnen        | Nationaal stadion, Kaohsiung Toeschouwers: 890 Scheidsrechter: Kao Tsai-hu (TPE) |
| 10 oktober Long Teng-kampioenschap № 227 «onderlinge duels» 19:30 uur | Lo Chih-en 48' |       | 90+3' Ian Araneta | Nationaal stadion, Kaohsiung Toeschouwers: 890 Scheidsrechter: Kao Tsai-hu (TPE) |

|                                                                       |                |       |                        |                                                                                    |
| 12 oktober Long Teng-kampioenschap № 228 «onderlinge duels» 19:30 uur | Chinees Taipei | 1 – 1 | Hongkong               | Nationaal stadion, Kaohsiung Toeschouwers: 3.000 Scheidsrechter: Kao Tsai-hu (TPE) |
| 12 oktober Long Teng-kampioenschap № 228 «onderlinge duels» 19:30 uur | Lo Chih-en 40' |       | 75' (pen.) Lo Kwan Yee | Nationaal stadion, Kaohsiung Toeschouwers: 3.000 Scheidsrechter: Kao Tsai-hu (TPE) |

|                                                                  |                                                |       |                |                                                                        |
| 24 november Vriendschappelijk № 229 «onderlinge duels» 17:30 uur | Indonesië                                      | 2 – 0 | Chinees Taipei | Gelora Sriwijayastadion, Palembang Scheidsrechter: Sukhbir Singh (SIN) |
| 24 november Vriendschappelijk № 229 «onderlinge duels» 17:30 uur | Christian González 10' Firman Utina 15' (pen.) |       |                | Gelora Sriwijayastadion, Palembang Scheidsrechter: Sukhbir Singh (SIN) |

### 2011
|                                                                                         |                                                                               |       |                                             |                                                                                    |
| 10 februari Kwalificatie Challenge Cup 2012 Play-off № 230 «onderlinge duels» 19:00 uur | Chinees Taipei                                                                | 5 – 2 | Laos                                        | Nationaal stadion, Kaohsiung Toeschouwers: 1.000 Scheidsrechter: Ng Chiu Kok (HKG) |
| 10 februari Kwalificatie Challenge Cup 2012 Play-off № 230 «onderlinge duels» 19:00 uur | Lin Cheng-yi 10' Chang Han 22' Chen Po-liang 44' Lo Chih-en 49' Chang Han 56' |       | 65' Kitsada Thongkhen 73' Phatthana Syvilay | Nationaal stadion, Kaohsiung Toeschouwers: 1.000 Scheidsrechter: Ng Chiu Kok (HKG) |

|                                                                                         |                               |       |                   |                                                                                                 |
| 16 februari Kwalificatie Challenge Cup 2012 Play-off № 231 «onderlinge duels» 17:00 uur | Laos                          | 1 – 1 | Chinees Taipei    | Nationaal stadion, Vientiane Toeschouwers: 15.300 Scheidsrechter: Mohd Nafeez Abdul Wahab (MAS) |
| 16 februari Kwalificatie Challenge Cup 2012 Play-off № 231 «onderlinge duels» 17:00 uur | Soukaphone Vongchiengkham 82' |       | 65' Chen Po-liang | Nationaal stadion, Vientiane Toeschouwers: 15.300 Scheidsrechter: Mohd Nafeez Abdul Wahab (MAS) |

|                                                                                     |                                                             |       |                | |
| 21 maart Kwalificatie Challenge Cup 2012 Groep B № 232 «onderlinge duels» 19:30 uur | India                                                       | 3 – 0 | Chinees Taipei | Petaling Jayastadion, Petaling Jaya Toeschouwers: 50 Scheidsrechter: Mohd Nafeez Abdul Wahab (MAS) |
| 21 maart Kwalificatie Challenge Cup 2012 Groep B № 232 «onderlinge duels» 19:30 uur | Jeje Lalpekhlua 32' Sunil Chhetri 76' Jewel Raja Shaikh 88' |       |                | Petaling Jayastadion, Petaling Jaya Toeschouwers: 50 Scheidsrechter: Mohd Nafeez Abdul Wahab (MAS) |

|                                                                                     |                |                                                 |              |                                                                                                 |
| 23 maart Kwalificatie Challenge Cup 2012 Groep B № 233 «onderlinge duels» 19:30 uur | Chinees Taipei | 0 – 2                                           | Turkmenistan | Petaling Jayastadion, Petaling Jaya Toeschouwers: 100 Scheidsrechter: Viktor Serazitdinov (UZB) |
| 23 maart Kwalificatie Challenge Cup 2012 Groep B № 233 «onderlinge duels» 19:30 uur |                | 73' Berdymyrat Şamyradow 76' Guwanç Hangeldiyew |              | Petaling Jayastadion, Petaling Jaya Toeschouwers: 100 Scheidsrechter: Viktor Serazitdinov (UZB) |

|                                                                                     |                |                                  |          |                                                                                                 |
| 25 maart Kwalificatie Challenge Cup 2012 Groep B № 234 «onderlinge duels» 19:30 uur | Chinees Taipei | 0 – 2                            | Pakistan | Petaling Jayastadion, Petaling Jaya Toeschouwers: 50 Scheidsrechter: Mohammad Al-Rshaidat (JOR) |
| 25 maart Kwalificatie Challenge Cup 2012 Groep B № 234 «onderlinge duels» 19:30 uur |                | 26' Arif Mehmood 67' Atif Bashir |          | Petaling Jayastadion, Petaling Jaya Toeschouwers: 50 Scheidsrechter: Mohammad Al-Rshaidat (JOR) |

|                                                                              |                                           |       |                   |                                                                                           |
| 29 juni Kwalificatie WK 2014 Eerste ronde № 235 «onderlinge duels» 20:45 uur | Maleisië                                  | 2 – 1 | Chinees Taipei    | Nationaal stadion, Kuala Lumpur Toeschouwers: 45.000 Scheidsrechter: Chaiya Mahapab (THA) |
| 29 juni Kwalificatie WK 2014 Eerste ronde № 235 «onderlinge duels» 20:45 uur | Mohd Safiq Rahim 29' Mohd Abdul Razak 54' |       | 76' Chen Po-liang | Nationaal stadion, Kuala Lumpur Toeschouwers: 45.000 Scheidsrechter: Chaiya Mahapab (THA) |

|                                                                             |                                                               |       |                                      |                                                                                         |
| 3 juli Kwalificatie WK 2014 Eerste ronde № 236 «onderlinge duels» 19:00 uur | Chinees Taipei                                                | 3 – 2 | Maleisië                             | Taipei Municipal Stadium, Taipei Toeschouwers: 16.768 Scheidsrechter: Võ Minh Trí (VIE) |
| 3 juli Kwalificatie WK 2014 Eerste ronde № 236 «onderlinge duels» 19:00 uur | Chang Han 31' Chen Po-liang 44' (pen.) Xavier Chen 75' (pen.) |       | 8' Aidil Zafuan 40' Mohd Safiq Rahim | Taipei Municipal Stadium, Taipei Toeschouwers: 16.768 Scheidsrechter: Võ Minh Trí (VIE) |

|                                                              |                                                            |       |                                   |                                                   |
| 18 juli Vriendschappelijk № 237 «onderlinge duels» 19:30 uur | Singapore                                                  | 3 – 2 | Chinees Taipei                    | Jalan Besarstadion, Singapore Toeschouwers: 1.900 |
| 18 juli Vriendschappelijk № 237 «onderlinge duels» 19:30 uur | Aleksandar Đurić 17' Aleksandar Đurić 54' Fazrul Nawaz 82' |       | 47' Lo Chih-an 62' Chiang Shih-lu | Jalan Besarstadion, Singapore Toeschouwers: 1.900 |

|                                                                         |                                                       |       |       |                              |
| 30 september Long Teng-kampioenschap № 238 «onderlinge duels» 19:00 uur | Chinees Taipei                                        | 3 – 0 | Macau | Nationaal stadion, Kaohsiung |
| 30 september Long Teng-kampioenschap № 238 «onderlinge duels» 19:00 uur | Chiu I-huan 11' Chen Po-liang 40' Wu Chun-ching 45+2' |       |       | Nationaal stadion, Kaohsiung |

|                                                                      |                |       |            |                              |
| 2 oktober Long Teng-kampioenschap № 239 «onderlinge duels» 19:00 uur | Chinees Taipei | 0 – 0 | Filipijnen | Nationaal stadion, Kaohsiung |
| 2 oktober Long Teng-kampioenschap № 239 «onderlinge duels» 19:00 uur |                |       |            | Nationaal stadion, Kaohsiung |

|                                                                      |                | |          |                              |
| 4 oktober Long Teng-kampioenschap № 240 «onderlinge duels» 19:00 uur | Chinees Taipei | 0 – 6                                                                                               | Hongkong | Nationaal stadion, Kaohsiung |
| 4 oktober Long Teng-kampioenschap № 240 «onderlinge duels» 19:00 uur |                | 14' Chan Siu Ki 25' Kwok Kin Pong 40' Chan Wai Ho 42' Lee Hong Lim 68' Lee Hong Lim 76' Lo Kwan Yee |          | Nationaal stadion, Kaohsiung |

### 2012
|                                                                  |                                                                                 |       |                  |                                              |
| 29 februari Vriendschappelijk № 241 «onderlinge duels» 20:00 uur | Hongkong                                                                        | 5 – 1 | Chinees Taipei   | Mongkokstadion, Mong Kok Toeschouwers: 5.187 |
| 29 februari Vriendschappelijk № 241 «onderlinge duels» 20:00 uur | Chan Siu Ki 2' Chan Siu Ki 5' Lee Hong Lim 16' Chan Man Fai 47' Chan Siu Ki 82' |       | 45' Kuo Yin-hung | Mongkokstadion, Mong Kok Toeschouwers: 5.187 |

|                                                                      |                                          |       |                                      |                                                                           |
| 25 september Philippine Peace Cup № 242 «onderlinge duels» 16:00 uur | Chinees Taipei                           | 2 – 2 | Macau                                | Rizal Memorial Stadium, Manilla Scheidsrechter: Jovanie Villagracia (PHI) |
| 25 september Philippine Peace Cup № 242 «onderlinge duels» 16:00 uur | Lo Chih-en 48' Yang Chao-hsun 89' (pen.) |       | 45' Ricardo Torrão 57' Chan Kin Seng | Rizal Memorial Stadium, Manilla Scheidsrechter: Jovanie Villagracia (PHI) |

|                                                                      |                                          |       |      |                                                                         |
| 27 september Philippine Peace Cup № 243 «onderlinge duels» 16:00 uur | Chinees Taipei                           | 2 – 0 | Guam | Rizal Memorial Stadium, Manilla Scheidsrechter: Steve Supresencia (PHI) |
| 27 september Philippine Peace Cup № 243 «onderlinge duels» 16:00 uur | Lo Chih-an 11' Scott Guerrero 45' (e.d.) |       |      | Rizal Memorial Stadium, Manilla Scheidsrechter: Steve Supresencia (PHI) |

|                                                                      |                                                     |       |                |                                                                       |
| 29 september Philippine Peace Cup № 244 «onderlinge duels» 19:30 uur | Filipijnen                                          | 3 – 1 | Chinees Taipei | Rizal Memorial Stadium, Manilla Scheidsrechter: Phung Dinh Dung (VIE) |
| 29 september Philippine Peace Cup № 244 «onderlinge duels» 19:30 uur | Denis Wolf 10' Emelio Caligdong 34' OJ Porteria 43' |       | 51' Chang Han  | Rizal Memorial Stadium, Manilla Scheidsrechter: Phung Dinh Dung (VIE) |

|                                                                                      |                  |       | |                                                                              |
| 1 december Oost-Aziatisch kampioenschap Voorronde № 245 «onderlinge duels» 17:10 uur | Chinees Taipei   | 1 – 6 | Noord-Korea                                                                                          | Mong Kokstadion, Hongkong Toeschouwers: 3.040 Scheidsrechter: Wang Zhe (CHN) |
| 1 december Oost-Aziatisch kampioenschap Voorronde № 245 «onderlinge duels» 17:10 uur | Chen Hao-wei 79' |       | 28' An Il-bom 34' Pak Song-chol 42' Ri Kwang-hyok 65' Pak Nam-chol 67' Ri Myong-jun 89' Ri Myong-jun | Mong Kokstadion, Hongkong Toeschouwers: 3.040 Scheidsrechter: Wang Zhe (CHN) |

|                                                                                      |                  |       |                  |                                                                                |
| 5 december Oost-Aziatisch kampioenschap Voorronde № 246 «onderlinge duels» 16:50 uur | Chinees Taipei   | 1 – 1 | Guam             | Mong Kokstadion, Hongkong Toeschouwers: 989 Scheidsrechter: Kim Dae-yong (KOR) |
| 5 december Oost-Aziatisch kampioenschap Voorronde № 246 «onderlinge duels» 16:50 uur | Lo Chih-an 90+2' |       | 67' Dylan Naputi | Mong Kokstadion, Hongkong Toeschouwers: 989 Scheidsrechter: Kim Dae-yong (KOR) |

|                                                                                      |                                  |       |                |                                                                                 |
| 7 december Oost-Aziatisch kampioenschap Voorronde № 247 «onderlinge duels» 20:30 uur | Hongkong                         | 2 – 0 | Chinees Taipei | Hongkongstadion, Hongkong Toeschouwers: 2.315 Scheidsrechter: Jumpei Iida (JPN) |
| 7 december Oost-Aziatisch kampioenschap Voorronde № 247 «onderlinge duels» 20:30 uur | Chan Wai Ho 24' Lee Hong Lim 25' |       |                | Hongkongstadion, Hongkong Toeschouwers: 2.315 Scheidsrechter: Jumpei Iida (JPN) |

|                                                                                      | |       |                |                                                                                  |
| 9 december Oost-Aziatisch kampioenschap Voorronde № 248 «onderlinge duels» 19:50 uur | Australië | 8 – 0 | Chinees Taipei | Mong Kokstadion, Hongkong Toeschouwers: 3.345 Scheidsrechter: Kim Dae-yong (KOR) |
| 9 december Oost-Aziatisch kampioenschap Voorronde № 248 «onderlinge duels» 19:50 uur | Richard García 11' Robert Cornthwaite 17' Adam Taggart 19' Adam Taggart 29' Aziz Behich 34' Aaron Mooy 47' Aziz Behich 56' Yang Chao-hsun 82' (e.d.) |       |                | Mong Kokstadion, Hongkong Toeschouwers: 3.345 Scheidsrechter: Kim Dae-yong (KOR) |

### 2013
|                                                                                    |                                |       |                 |                                                                                    |
| 2 maart Kwalificatie Challenge Cup 2014 Groep A № 249 «onderlinge duels» 16:00 uur | India                          | 2 – 1 | Chinees Taipei  | Thuwunnastadion, Yangon Toeschouwers: 1.000 Scheidsrechter: Fahad Al-Mirdasi (KSA) |
| 2 maart Kwalificatie Challenge Cup 2014 Groep A № 249 «onderlinge duels» 16:00 uur | Jewel Raja 40' Robin Singh 90' |       | 54' Lee Tai-lin | Thuwunnastadion, Yangon Toeschouwers: 1.000 Scheidsrechter: Fahad Al-Mirdasi (KSA) |

|                                                                                    |                           |       |                   |                                                                                |
| 4 maart Kwalificatie Challenge Cup 2014 Groep A № 250 «onderlinge duels» 18:45 uur | Chinees Taipei            | 1 – 1 | Myanmar           | Thuwunnastadion, Yangon Toeschouwers: 3.000 Scheidsrechter: Ko Hyung-jin (KOR) |
| 4 maart Kwalificatie Challenge Cup 2014 Groep A № 250 «onderlinge duels» 18:45 uur | Lee Meng-chian 80' (pen.) |       | 18' Soe Kyaw Kyaw | Thuwunnastadion, Yangon Toeschouwers: 3.000 Scheidsrechter: Ko Hyung-jin (KOR) |

|                                                                                    |                |                                                       |      |                                                                                  |
| 6 maart Kwalificatie Challenge Cup 2014 Groep A № 251 «onderlinge duels» 16:00 uur | Chinees Taipei | 0 – 3                                                 | Guam | Thuwunnastadion, Yangon Toeschouwers: 700 Scheidsrechter: Fahad Al-Mirdasi (KSA) |
| 6 maart Kwalificatie Challenge Cup 2014 Groep A № 251 «onderlinge duels» 16:00 uur |                | 15' Jason Cunliffe 54' Ian Mariano 78' Jason Cunliffe |      | Thuwunnastadion, Yangon Toeschouwers: 700 Scheidsrechter: Fahad Al-Mirdasi (KSA) |

|                                                                    |                          |       |                              |                                                             |
| 11 oktober Philippine Peace Cup № 252 «onderlinge duels» 19:00 uur | Filipijnen               | 1 – 2 | Chinees Taipei               | Panaadstadion, Bacolod Scheidsrechter: Suhaizi Shukri (MAS) |
| 11 oktober Philippine Peace Cup № 252 «onderlinge duels» 19:00 uur | James Younghusband 45+3' |       | 14' Li Mao 65' Lin Chang-lun | Panaadstadion, Bacolod Scheidsrechter: Suhaizi Shukri (MAS) |

|                                                                    |                |                |          |                                                           |
| 13 oktober Philippine Peace Cup № 253 «onderlinge duels» 16:00 uur | Chinees Taipei | 0 – 1          | Pakistan | Panaadstadion, Bacolod Scheidsrechter: Heru Santoso (INA) |
| 13 oktober Philippine Peace Cup № 253 «onderlinge duels» 16:00 uur |                | 7' Zesh Rehman |          | Panaadstadion, Bacolod Scheidsrechter: Heru Santoso (INA) |

### 2014
|                                                                     |                                                                                                |       |                 |                                                                       |
| 3 september Philippine Peace Cup № 254 «onderlinge duels» 19:00 uur | Filipijnen                                                                                     | 5 – 1 | Chinees Taipei  | Rizal Memorial Stadium, Manilla Scheidsrechter: Chanketya Thong (CAM) |
| 3 september Philippine Peace Cup № 254 «onderlinge duels» 19:00 uur | Rob Gier 25' James Younghusband 37' Chen Yi-wei 65' (e.d.) Mark Hartmann 74' Mark Hartmann 88' |       | 80' Yen Ho-shen | Rizal Memorial Stadium, Manilla Scheidsrechter: Chanketya Thong (CAM) |

|                                                                     | |              |                                                        |                                                                              |
| 6 september Philippine Peace Cup № 255 «onderlinge duels» 16:00 uur | Palestina | 7 – 3 (n.v.) | Chinees Taipei                                         | Rizal Memorial Stadium, Manilla Scheidsrechter: Thoriq Munir Al-Katiri (INA) |
| 6 september Philippine Peace Cup № 255 «onderlinge duels» 16:00 uur | Javier Cohene Mereles 6' Ahmed Maher 10' Abdelhamid Abu Habib 90+2' Ahmed Maher 106' Abdelatif Bahdari 110' Ahmed Maher 112' Ahmed Maher 114' |              | 53' (pen.) Wu Pai-ho 76' Yen Ho-shen 87' Lin Chang-lun | Rizal Memorial Stadium, Manilla Scheidsrechter: Thoriq Munir Al-Katiri (INA) |

|                                                                |                |                                           |          |                                                                                        |
| 8 oktober Vriendschappelijk № 256 «onderlinge duels» 16:00 uur | Chinees Taipei | 0 – 2                                     | Cambodja | Taipei Municipal Stadium, Taipei Toeschouwers: 1.500 Scheidsrechter: Ho Wai Sing (HKG) |
| 8 oktober Vriendschappelijk № 256 «onderlinge duels» 16:00 uur |                | 90+1' Chan Vathanaka 90+3' Chan Vathanaka |          | Taipei Municipal Stadium, Taipei Toeschouwers: 1.500 Scheidsrechter: Ho Wai Sing (HKG) |

|                                                                                       |                  |       |                                             |                                                                                         |
| 13 november Oost-Aziatisch kampioenschap Voorronde № 257 «onderlinge duels» 18:00 uur | Chinees Taipei   | 1 – 2 | Guam                                        | Taipei Municipal Stadium, Taipei Toeschouwers: 2.405 Scheidsrechter: Kim Dae-yong (KOR) |
| 13 november Oost-Aziatisch kampioenschap Voorronde № 257 «onderlinge duels» 18:00 uur | Chen Hao-wei 56' |       | 14' (pen.) Jason Cunliffe 42' Shane Malcolm | Taipei Municipal Stadium, Taipei Toeschouwers: 2.405 Scheidsrechter: Kim Dae-yong (KOR) |

|                                                                                       |                |                       |          |                                                                                        |
| 16 november Oost-Aziatisch kampioenschap Voorronde № 258 «onderlinge duels» 19:00 uur | Chinees Taipei | 0 – 1                 | Hongkong | Taipei Municipal Stadium, Taipei Toeschouwers: 8.860 Scheidsrechter: Kim Song-ho (PRK) |
| 16 november Oost-Aziatisch kampioenschap Voorronde № 258 «onderlinge duels» 19:00 uur |                | 54' (pen.) Lam Ka Wai |          | Taipei Municipal Stadium, Taipei Toeschouwers: 8.860 Scheidsrechter: Kim Song-ho (PRK) |

|                                                                                       |                |       |             |                                                                                            |
| 19 november Oost-Aziatisch kampioenschap Voorronde № 259 «onderlinge duels» 19:00 uur | Chinees Taipei | 0 – 0 | Noord-Korea | Taipei Municipal Stadium, Taipei Toeschouwers: 5.807 Scheidsrechter: Hiroyuki Kimura (JPN) |
| 19 november Oost-Aziatisch kampioenschap Voorronde № 259 «onderlinge duels» 19:00 uur |                |       |             | Taipei Municipal Stadium, Taipei Toeschouwers: 5.807 Scheidsrechter: Hiroyuki Kimura (JPN) |

### 2015
|                                                                               |                |              |        |                                                                                        |
| 12 maart Kwalificatie WK 2018 Eerste ronde № 260 «onderlinge duels» 18:00 uur | Chinees Taipei | 0 – 1        | Brunei | Nationaal stadion, Kaohsiung Toeschouwers: 6.273 Scheidsrechter: Arumughan Rowan (BRU) |
| 12 maart Kwalificatie WK 2018 Eerste ronde № 260 «onderlinge duels» 18:00 uur |                | 36' Adi Said |        | Nationaal stadion, Kaohsiung Toeschouwers: 6.273 Scheidsrechter: Arumughan Rowan (BRU) |

|                                                                               |        |                             |                | |
| 17 maart Kwalificatie WK 2018 Eerste ronde № 261 «onderlinge duels» 18:00 uur | Brunei | 0 – 2                       | Chinees Taipei | Hassanal Bolkiahstadion, Bandar Seri Begawan Toeschouwers: 18.000 Scheidsrechter: Turki Al-Khudair (KSA) |
| 17 maart Kwalificatie WK 2018 Eerste ronde № 261 «onderlinge duels» 18:00 uur |        | 37' Wang Ruei 60' Chu En-le |                | Hassanal Bolkiahstadion, Bandar Seri Begawan Toeschouwers: 18.000 Scheidsrechter: Turki Al-Khudair (KSA) |

|                                                                         |                |                                         |          |                                                                                        |
| 16 juni Kwalificatie WK 2018 Groep F № 262 «onderlinge duels» 19:30 uur | Chinees Taipei | 0 – 2                                   | Thailand | Taipei Municipal Stadium, Taipei Toeschouwers: 18.168 Scheidsrechter: Ali Shaban (KUW) |
| 16 juni Kwalificatie WK 2018 Groep F № 262 «onderlinge duels» 19:30 uur |                | 21' Teerasil Dangda 39' Teerasil Dangda |          | Taipei Municipal Stadium, Taipei Toeschouwers: 18.168 Scheidsrechter: Ali Shaban (KUW) |

|                                                                             |                                                                                                 |       |                 | |
| 3 september Kwalificatie WK 2018 Groep F № 263 «onderlinge duels» 19:30 uur | Irak                                                                                            | 5 – 1 | Chinees Taipei  | Shahid Dastgerdistadion, Teheran Toeschouwers: 4.200 Scheidsrechter: Yaqoob Said Abdullah Abdul Baqi (OMA) |
| 3 september Kwalificatie WK 2018 Groep F № 263 «onderlinge duels» 19:30 uur | Ali Adnan Kadhim 37' Ali Hosni 59' Ahmed Yasin 80' Younis Mahmoud 89' Justin Meram 90+1' (pen.) |       | 86' Wen Chi-hao | Shahid Dastgerdistadion, Teheran Toeschouwers: 4.200 Scheidsrechter: Yaqoob Said Abdullah Abdul Baqi (OMA) |

|                                                                             |                   |       |                                       |                                                                                          |
| 8 september Kwalificatie WK 2018 Groep F № 264 «onderlinge duels» 19:00 uur | Chinees Taipei    | 1 – 2 | Vietnam                               | Taipei Municipal Stadium, Taipei Toeschouwers: 20.239 Scheidsrechter: Kim Dae-yong (KOR) |
| 8 september Kwalificatie WK 2018 Groep F № 264 «onderlinge duels» 19:00 uur | Wu Chun-ching 82' |       | 53' Tiến Thành Đin 90+2' Phi Sơn Trần | Taipei Municipal Stadium, Taipei Toeschouwers: 20.239 Scheidsrechter: Kim Dae-yong (KOR) |

|                                                                |                                                                                 |       |                 |                                                      |
| 9 oktober Vriendschappelijk № 265 «onderlinge duels» 19:00 uur | Chinees Taipei                                                                  | 5 – 1 | Macau           | Taipei Municipal Stadium, Taipei Toeschouwers: 5.228 |
| 9 oktober Vriendschappelijk № 265 «onderlinge duels» 19:00 uur | Wen Chi-hao 20' Chen Hao-wei 41' Xavier Chen 61' Chu En-le 67' Chen Hao-wei 71' |       | 17' Lam Ka Seng | Taipei Municipal Stadium, Taipei Toeschouwers: 5.228 |

|                                                                             |                                                                            |       |                               |                                                                                           |
| 12 november Kwalificatie WK 2018 Groep F № 266 «onderlinge duels» 19:00 uur | Thailand                                                                   | 4 – 2 | Chinees Taipei                | Rajamangalastadion, Bangkok Toeschouwers: 50.000 Scheidsrechter: Dmitriy Mashentsev (KGZ) |
| 12 november Kwalificatie WK 2018 Groep F № 266 «onderlinge duels» 19:00 uur | Teerasil Dangda 41' Pokkhao Anan 52' Adisak Kraisorn 72' Tana Chanabut 74' |       | 3' Yaki Yen 65' Hung Kai-chun | Rajamangalastadion, Bangkok Toeschouwers: 50.000 Scheidsrechter: Dmitriy Mashentsev (KGZ) |

|                                                                             |                |                                        |      |                                                                                     |
| 17 november Kwalificatie WK 2018 Groep F № 267 «onderlinge duels» 18:00 uur | Chinees Taipei | 0 – 2                                  | Irak | Nationaal stadion, Kaohsiung Toeschouwers: 11.960 Scheidsrechter: Jumpei Iida (JPN) |
| 17 november Kwalificatie WK 2018 Groep F № 267 «onderlinge duels» 18:00 uur |                | 19' Dhurgham Ismail 85' Younis Mahmoud |      | Nationaal stadion, Kaohsiung Toeschouwers: 11.960 Scheidsrechter: Jumpei Iida (JPN) |

### 2016
|                                                               |                                                      |       |                                  |                                                                                         |
| 19 maart Vriendschappelijk № 268 «onderlinge duels» 19:00 uur | Chinees Taipei                                       | 3 – 2 | Guam                             | Taipei Municipal Stadium, Taipei Toeschouwers: 5.415 Scheidsrechter: Lau Fong-hei (HKG) |
| 19 maart Vriendschappelijk № 268 «onderlinge duels» 19:00 uur | Chen Chao-an 5' Wu Chun-ching 61' Chen Wei-chuan 80' |       | 34' Justin Lee 44' Shane Malcolm | Taipei Municipal Stadium, Taipei Toeschouwers: 5.415 Scheidsrechter: Lau Fong-hei (HKG) |

|                                                                          |                                                                            |       |                  |                                                                                     |
| 24 maart Kwalificatie WK 2018 Groep F № 269 «onderlinge duels» 18:00 uur | Vietnam                                                                    | 4 – 1 | Chinees Taipei   | Nationaal stadion, Hanoi Toeschouwers: 18.350 Scheidsrechter: Adham Makhadmeh (JOR) |
| 24 maart Kwalificatie WK 2018 Groep F № 269 «onderlinge duels» 18:00 uur | Công Vinh Lê 9' Văn Toàn Nguyễn 29' Văn Toàn Nguyễn 42' Công Vinh Lê 90+1' |       | 7' Wu Chun-ching | Nationaal stadion, Hanoi Toeschouwers: 18.350 Scheidsrechter: Adham Makhadmeh (JOR) |

|                                                                             |                                    |       |                                   |                                                                                        |
| 2 juni Kwalificatie AK 2019 Eerste ronde № 270 «onderlinge duels» 19:00 uur | Chinees Taipei                     | 2 – 2 | Cambodja                          | Nationaal stadion, Kaohsiung Toeschouwers: 3.564 Scheidsrechter: Pranjal Banerji (IND) |
| 2 juni Kwalificatie AK 2019 Eerste ronde № 270 «onderlinge duels» 19:00 uur | Huang Wei-min 6' Chen Po-liang 22' |       | 8' Sokpheng Keo 32' Chhoeun Chhin | Nationaal stadion, Kaohsiung Toeschouwers: 3.564 Scheidsrechter: Pranjal Banerji (IND) |

|                                                                             |                                         |       |                |                                                                                       |
| 7 juni Kwalificatie AK 2019 Eerste ronde № 271 «onderlinge duels» 19:00 uur | Cambodja                                | 2 – 0 | Chinees Taipei | Olympisch stadion, Phnom Penh Toeschouwers: 50.000 Scheidsrechter: Ahmed Al-Ali (JOR) |
| 7 juni Kwalificatie AK 2019 Eerste ronde № 271 «onderlinge duels» 19:00 uur | Hong Pheng 7' Prak Mony Udom 60' (pen.) |       |                | Olympisch stadion, Phnom Penh Toeschouwers: 50.000 Scheidsrechter: Ahmed Al-Ali (JOR) |

|                                                                                   | |       |                      |                                                                                                |
| 30 juni Oost-Aziatisch kampioenschap Voorronde № 272 «onderlinge duels» 17:00 uur | Chinees Taipei | 8 – 1 | Noordelijke Marianen | GFA National Training Center, Harmon Toeschouwers: 150 Scheidsrechter: Bold Khash-Erdene (MGL) |
| 30 juni Oost-Aziatisch kampioenschap Voorronde № 272 «onderlinge duels» 17:00 uur | Wu Chun-ching 30' Chen Wei-chuan 36' Lin Chien-hsun 40' Chen Yi-wei 45' Wu Chun-ching 56' Lin Chien-hsun 64' Lin Chien-hsun 81' Lin Chien-hsun 90+2' |       | 90' Kirk Schuler     | GFA National Training Center, Harmon Toeschouwers: 150 Scheidsrechter: Bold Khash-Erdene (MGL) |

|                                                                                  |          |                                     |                |                                                                         |
| 2 juli Oost-Aziatisch kampioenschap Voorronde № 273 «onderlinge duels» 17:00 uur | Mongolië | 0 – 2                               | Chinees Taipei | GFA National Training Center, Harmon Scheidsrechter: Takuto Okabe (JPN) |
| 2 juli Oost-Aziatisch kampioenschap Voorronde № 273 «onderlinge duels» 17:00 uur |          | 57' Lin Chien-hsun 89' Lin Shih-kai |                | GFA National Training Center, Harmon Scheidsrechter: Takuto Okabe (JPN) |

|                                                                                  |                                                         |       |                            |                                                                                           |
| 4 juli Oost-Aziatisch kampioenschap Voorronde № 274 «onderlinge duels» 17:00 uur | Chinees Taipei                                          | 3 – 2 | Macau                      | GFA National Training Center, Harmon Toeschouwers: 150 Scheidsrechter: Kim Woo-sung (KOR) |
| 4 juli Oost-Aziatisch kampioenschap Voorronde № 274 «onderlinge duels» 17:00 uur | Lin Chieh-hsun 36' Lin Chieh-hsun 64' Tsai Shuo-che 88' |       | 8' Chan Man 77' Lei Ka Him | GFA National Training Center, Harmon Toeschouwers: 150 Scheidsrechter: Kim Woo-sung (KOR) |

|                                                                                |                |       |                            |                                                                                    |
| 8 oktober Kwalificatie AK 2019 Tweede ronde № 275 «onderlinge duels» 19:00 uur | Oost-Timor     | 1 – 2 | Chinees Taipei             | Nationaal stadion, Kaohsiung Toeschouwers: 2.849 Scheidsrechter: Võ Minh Trí (VIE) |
| 8 oktober Kwalificatie AK 2019 Tweede ronde № 275 «onderlinge duels» 19:00 uur | Rufino Gama 5' |       | 8' Chan Man 77' Lei Ka Him | Nationaal stadion, Kaohsiung Toeschouwers: 2.849 Scheidsrechter: Võ Minh Trí (VIE) |

|                                                                                 |                                 |       |                         |                                                                                   |
| 11 oktober Kwalificatie AK 2019 Tweede ronde № 276 «onderlinge duels» 19:00 uur | Chinees Taipei                  | 2 – 1 | Oost-Timor              | Nationaal stadion, Kaohsiung Toeschouwers: 1.000 Scheidsrechter: Kim Gee-hon (KOR |
| 11 oktober Kwalificatie AK 2019 Tweede ronde № 276 «onderlinge duels» 19:00 uur | Chen Yi-wei 10' Wen Chi-hao 75' |       | 85' José Maria Oliveira | Nationaal stadion, Kaohsiung Toeschouwers: 1.000 Scheidsrechter: Kim Gee-hon (KOR |

|                                                                                      |                                   |       |                |                                                                 |
| 6 november Oost-Aziatisch kampioenschap Voorronde № 277 «onderlinge duels» 15:00 uur | Noord-Korea                       | 2 – 0 | Chinees Taipei | Mong Kokstadion, Hongkong Scheidsrechter: Pranjal Banerji (IND) |
| 6 november Oost-Aziatisch kampioenschap Voorronde № 277 «onderlinge duels» 15:00 uur | Jong Il-gwan 16' Sim Hyon-jin 87' |       |                | Mong Kokstadion, Hongkong Scheidsrechter: Pranjal Banerji (IND) |

|                                                                                      |                                                                 |       |                                    |                                                                             |
| 9 november Oost-Aziatisch kampioenschap Voorronde № 278 «onderlinge duels» 20:00 uur | Hongkong                                                        | 4 – 2 | Chinees Taipei                     | Mong Kokstadion, Mong Kok Toeschouwers: 3.354 Scheidsrechter: Wang Di (CHN) |
| 9 november Oost-Aziatisch kampioenschap Voorronde № 278 «onderlinge duels» 20:00 uur | Alex Akande 21' Alex Akande 48' Alex Akande 70' Alex Akande 71' |       | 62' Chen Po-liang 88' Chen Chao-an | Mong Kokstadion, Mong Kok Toeschouwers: 3.354 Scheidsrechter: Wang Di (CHN) |

|                                                                                       |                                      |       |      |                                                                                            |
| 12 november Oost-Aziatisch kampioenschap Voorronde № 279 «onderlinge duels» 15:00 uur | Chinees Taipei                       | 2 – 0 | Guam | Mong Kokstadion, Mong Kok Toeschouwers: 2.500 Scheidsrechter: Doljinsuren Tumenbayar (MGL) |
| 12 november Oost-Aziatisch kampioenschap Voorronde № 279 «onderlinge duels» 15:00 uur | Wu Chun-ching 26' Lin Chien-hsun 80' |       |      | Mong Kokstadion, Mong Kok Toeschouwers: 2.500 Scheidsrechter: Doljinsuren Tumenbayar (MGL) |

### 2017
|                                                               |                        |       |                   |                                                                               |
| 22 maart Vriendschappelijk № 280 «onderlinge duels» 19:00 uur | Vietnam                | 1 – 1 | Chinees Taipei    | Hàng Đẫystadion, Hanoi Toeschouwers: 17.000 Scheidsrechter: Nathan Chan (SIN) |
| 22 maart Vriendschappelijk № 280 «onderlinge duels» 19:00 uur | Công Phượng Nguyễn 88' |       | 84' Lee Pin-hsien | Hàng Đẫystadion, Hanoi Toeschouwers: 17.000 Scheidsrechter: Nathan Chan (SIN) |

|                                                                          |                            |       |                                                                          |                                                             |
| 26 maart Kwalificatie AK 2019 Groep E № 281 «onderlinge duels» 18:00 uur | Chinees Taipei             | 1 – 3 | Turkmenistan                                                             | Nationaal stadion, Taipei Scheidsrechter: Kim Hee-gon (KOR) |
| 26 maart Kwalificatie AK 2019 Groep E № 281 «onderlinge duels» 18:00 uur | Chen Po-liang 45+3' (pen.) |       | 23' Altymyrat Annadurdyýew 24' Ruslan Mingazow 83' (e.d.) Chen Chia-chun | Nationaal stadion, Taipei Scheidsrechter: Kim Hee-gon (KOR) |

|                                                                         |                 |       |                                  |                                                                                    |
| 10 juni Kwalificatie AK 2019 Groep E № 282 «onderlinge duels» 21:00 uur | Singapore       | 1 – 2 | Chinees Taipei                   | Jalan Besarstadion, Kallang Toeschouwers: 5.234 Scheidsrechter: Ahmed Al-Ali (JOR) |
| 10 juni Kwalificatie AK 2019 Groep E № 282 «onderlinge duels» 21:00 uur | Hariss Harun 6' |       | 31' Xavier Chen 60' Chen Chao-an | Jalan Besarstadion, Kallang Toeschouwers: 5.234 Scheidsrechter: Ahmed Al-Ali (JOR) |

|                                                                             | |       |                |                                                                                          |
| 5 september Kwalificatie AK 2019 Groep E № 283 «onderlinge duels» 19:00 uur | Bahrein | 5 – 0 | Chinees Taipei | Nationaal stadion, Riffa Toeschouwers: 362 Scheidsrechter: Nagor Amir Noor Mohamed (MAS) |
| 5 september Kwalificatie AK 2019 Groep E № 283 «onderlinge duels» 19:00 uur | Komail Al-Aswad 11' Ali Jaafar Mohamed Madan 45+4' Mahdi Abduljabbar 56' Abdulla Yusuf Helal 74' Mahdi Abduljabbar 89' |       |                | Nationaal stadion, Riffa Toeschouwers: 362 Scheidsrechter: Nagor Amir Noor Mohamed (MAS) |

|                                                                |                                                                                |       |                                                      |                                                                           |
| 5 oktober Vriendschappelijk № 284 «onderlinge duels» 18:00 uur | Chinees Taipei                                                                 | 4 – 2 | Mongolië                                             | Taipei Municipal Stadium, Taipei Scheidsrechter: Suhaizi bin Shukri (MAS) |
| 5 oktober Vriendschappelijk № 284 «onderlinge duels» 18:00 uur | Chen Hao-wei 42' Chen Po-liang 52' Chen Po-liang 57' (pen.) Jiang Sin-long 86' |       | 5' Tsagaantsooj Munkh-Erdene 75' Nyam-Osor Naranbold | Taipei Municipal Stadium, Taipei Scheidsrechter: Suhaizi bin Shukri (MAS) |

|                                                                            |                                      |       |                               |                                                                                            |
| 10 oktober Kwalificatie AK 2019 Groep E № 285 «onderlinge duels» 18:00 uur | Chinees Taipei                       | 2 – 1 | Bahrein                       | Taipei Municipal Stadium, Taipei Toeschouwers: 7.908 Scheidsrechter: Hiroyuki Kimura (JPN) |
| 10 oktober Kwalificatie AK 2019 Groep E № 285 «onderlinge duels» 18:00 uur | Chen Po-liang 90' Chen Hao-wei 90+3' |       | 19' (pen.) Ismail Abdul-Latif | Taipei Municipal Stadium, Taipei Toeschouwers: 7.908 Scheidsrechter: Hiroyuki Kimura (JPN) |

|                                                                             |                                               |       |                   |                                                                                                   |
| 14 november Kwalificatie AK 2019 Groep E № 286 «onderlinge duels» 15:00 uur | Turkmenistan                                  | 2 – 1 | Chinees Taipei    | Sport Toplumystadion, Balkanabat Toeschouwers: 9.500 Scheidsrechter: Hettikamkanamge Perera (SRI) |
| 14 november Kwalificatie AK 2019 Groep E № 286 «onderlinge duels» 15:00 uur | Myrat Ýagşyýew 22' Altymyrat Annadurdyýew 40' |       | 88' Chen Po-liang | Sport Toplumystadion, Balkanabat Toeschouwers: 9.500 Scheidsrechter: Hettikamkanamge Perera (SRI) |

|                                                                 |                                          |       |            |                                                                         |
| 3 december Vriendschappelijk № 287 «onderlinge duels» 19:00 uur | Chinees Taipei                           | 3 – 0 | Filipijnen | Taipei Municipal Stadium, Taipei Scheidsrechter: Pranjal Banerjee (IND) |
| 3 december Vriendschappelijk № 287 «onderlinge duels» 19:00 uur | Li Mao 37' Li Mao 62' Chen Ting-yang 81' |       |            | Taipei Municipal Stadium, Taipei Scheidsrechter: Pranjal Banerjee (IND) |

|                                                                 |                                                      |       |                 |                                                                         |
| 4 december Vriendschappelijk № 288 «onderlinge duels» 19:00 uur | Chinees Taipei                                       | 3 – 1 | Oost-Timor      | Taipei Municipal Stadium, Taipei Scheidsrechter: Ali Al-Samaheeji (BHR) |
| 4 december Vriendschappelijk № 288 «onderlinge duels» 19:00 uur | Wen Chi-hao 25' Chen Ting-yang 63' Chen Po-liang 77' |       | 58' Rufino Gama | Taipei Municipal Stadium, Taipei Scheidsrechter: Ali Al-Samaheeji (BHR) |

|                                                                 |                      |       |      |                                                                         |
| 5 december Vriendschappelijk № 289 «onderlinge duels» 19:00 uur | Chinees Taipei       | 2 – 0 | Laos | Taipei Municipal Stadium, Taipei Scheidsrechter: Pranjal Banerjee (IND) |
| 5 december Vriendschappelijk № 289 «onderlinge duels» 19:00 uur | Li Mao 9' Li Mao 12' |       |      | Taipei Municipal Stadium, Taipei Scheidsrechter: Pranjal Banerjee (IND) |

### 2018
|                                                                          |                   |       |           |                                                                                             |
| 27 maart Kwalificatie AK 2019 Groep E № 290 «onderlinge duels» 19:00 uur | Chinees Taipei    | 1 – 0 | Singapore | Taipei Municipal Stadium, Taipei Toeschouwers: 8.139 Scheidsrechter: Pranjal Banerjee (IND) |
| 27 maart Kwalificatie AK 2019 Groep E № 290 «onderlinge duels» 19:00 uur | Chen Po-liang 37' |       |           | Taipei Municipal Stadium, Taipei Toeschouwers: 8.139 Scheidsrechter: Pranjal Banerjee (IND) |

|                                                                  |                                                                                          |       |                |                                                                                             |
| 1 juni Hero International Cup № 291 «onderlinge duels» 20:00 uur | India                                                                                    | 5 – 0 | Chinees Taipei | Mumbai Football Arena, Mumbai Toeschouwers: 2.569 Scheidsrechter: Nivon Gamini Robesh (SRI) |
| 1 juni Hero International Cup № 291 «onderlinge duels» 20:00 uur | Sunil Chhetri 14' Sunil Chhetri 34' Udanta Singh 48' Sunil Chhetri 62' Pronay Halder 78' |       |                | Mumbai Football Arena, Mumbai Toeschouwers: 2.569 Scheidsrechter: Nivon Gamini Robesh (SRI) |

|                                                                  |                |                       |               |                                                                           |
| 5 juni Hero International Cup № 292 «onderlinge duels» 20:00 uur | Chinees Taipei | 0 – 1                 | Nieuw-Zeeland | Mumbai Football Arena, Mumbai Scheidsrechter: Coimbatore Srikrishna (IND) |
| 5 juni Hero International Cup № 292 «onderlinge duels» 20:00 uur |                | 36' (pen.) Myer Bevan |               | Mumbai Football Arena, Mumbai Scheidsrechter: Coimbatore Srikrishna (IND) |

|                                                                  |                |                                                                                   |       |                                                                   |
| 8 juni Hero International Cup № 293 «onderlinge duels» 20:00 uur | Chinees Taipei | 0 – 4                                                                             | Kenia | Mumbai Football Arena, Mumbai Scheidsrechter: Santosh Kumar (IND) |
| 8 juni Hero International Cup № 293 «onderlinge duels» 20:00 uur |                | 52' Dennis Odhiambo 54' (pen.) Jockins Atudo 69' Timothy Otieno 89' Jockins Atudo |       | Mumbai Football Arena, Mumbai Scheidsrechter: Santosh Kumar (IND) |

|                                                                  |                                  |       |          |                                                                          |
| 7 september Vriendschappelijk № 294 «onderlinge duels» 19:00 uur | Chinees Taipei                   | 2 – 0 | Maleisië | Taipei Municipal Stadium, Taipei Scheidsrechter: Murad Al Zawahreh (JOR) |
| 7 september Vriendschappelijk № 294 «onderlinge duels» 19:00 uur | Wu Chun-ching 13' Chun En-Le 53' |       |          | Taipei Municipal Stadium, Taipei Scheidsrechter: Murad Al Zawahreh (JOR) |

|                                                                                 |                              |       |                       |                                                                                                  |
| 13 november Oost-Aziatsch kampioenschap 2019 № 297 «onderlinge duels» 19:10 uur | Chinees Taipei               | 2 – 1 | Mongolië              | Taipei Municipal Stadium, Taipei Toeschouwers: 1.157 Scheidsrechter: Razlan Joffri Bin Ali (MAL) |
| 13 november Oost-Aziatsch kampioenschap 2019 № 297 «onderlinge duels» 19:10 uur | Chu En-Le Onur Dogan 8', 10' |       | Tsedenbal Norjmoo 62' | Taipei Municipal Stadium, Taipei Toeschouwers: 1.157 Scheidsrechter: Razlan Joffri Bin Ali (MAL) |

### 2019
|                                                           |         |       |                |                                                                       |
| 19 maart Vriendschappelijk № «onderlinge duels» 19:00 uur | Myanmar | 0 – 0 | Chinees Taipei | Mandalarthiristadion, Mandalay Scheidsrechter: Torphong Somsing (THA) |
| 19 maart Vriendschappelijk № «onderlinge duels» 19:00 uur |         |       |                | Mandalarthiristadion, Mandalay Scheidsrechter: Torphong Somsing (THA) |

|                                                         |                   |       |                    |                                                                                    |
| 6 juni Vriendschappelijk № «onderlinge duels» 19.00 uur | Chinees Taipei    | 1 – 1 | Nepal              | National Stadium, Kaohsiung Toeschouwers: 2.938 Scheidsrechter: Wun Tam Ping (HKG) |
| 6 juni Vriendschappelijk № «onderlinge duels» 19.00 uur | Wu Chun-ching 40' |       | Abhishek Rijal 69' | National Stadium, Kaohsiung Toeschouwers: 2.938 Scheidsrechter: Wun Tam Ping (HKG) |

|                                                                |                 |       |                                                                                        |                                                                                           |
| 15 oktober Kwalificatie WK 2022 № «onderlinge duels» 12:40 uur | Chinees Taipei  | 1 – 7 | Australië                                                                              | National Stadium, Kaohsiung Toeschouwers: 3.251 Scheidsrechter: Mongkolchai Pechsri (THA) |
| 15 oktober Kwalificatie WK 2022 № «onderlinge duels» 12:40 uur | Yi-wei Chen 21' |       | Adam Taggart 12', 19' Jackson Irvine 34', 36' Harry Soutar 73', 88' Jamie Maclaren 84' | National Stadium, Kaohsiung Toeschouwers: 3.251 Scheidsrechter: Mongkolchai Pechsri (THA) |

CTFA ·
Bondscoaches ·
vrouwenvoetbalelftal ·
Topscorers
Afghanistan ·
Australië ·
Bahrein ·
Bangladesh ·
Brunei ·
Cambodja ·
Fiji ·
Filipijnen ·
Grenada ·
Guam ·
Hongkong ·
India ·
Indonesië ·
Irak ·
Iran ·
Israël ·
Japan ·
Jordanië ·
Kenia ·
Kirgizië ·
Koeweit ·
Laos ·
Macau ·
Maleisië ·
Mongolië ·
Myanmar ·
Nepal ·
Nieuw-Zeeland ·
Noord-Korea ·
Oezbekistan ·
Oman ·
Oost-Timor ·
Pakistan ·
Palestina ·
Panama ·
Saint Kitts en Nevis ·
Salomonseilanden ·
Saoedi-Arabië ·
Singapore ·
Sri Lanka ·
Syrië ·
Thailand ·
Trinidad en Tobago ·
Turkmenistan ·
Vietnam ·
Zuid-Korea ·
Zuid-Vietnam
AFC-zone: Afghanistan · Australië · Bahrein · Bangladesh · Bhutan · Brunei · Cambodja · China · Chinees Taipei · Filipijnen · Guam · Hongkong · India · Indonesië · Iran · Irak · Japan · Jemen · Jordanië · Koeweit · Kirgizië · Laos · Libanon · Macau · Maleisië · Maldiven · Mongolië · Myanmar · Nepal · Noord-Korea · Oezbekistan · Oman · Oost-Timor · Pakistan · Palestina · Qatar · Saoedi-Arabië · Singapore · Sri Lanka · Syrië · Tadjikistan · Thailand · Turkmenistan · Verenigde Arabische Emiraten · Vietnam · Zuid-Korea

CAF-zone: Algerije · Angola · Benin · Botswana · Burkina Faso · Burundi · Centraal-Afrikaanse Republiek · Comoren · Congo-Brazzaville · Congo-Kinshasa · Djibouti · Egypte · Equatoriaal-Guinea · Eritrea · Ethiopië · Gabon · Gambia · Ghana · Guinee · Guinee-Bissau · Ivoorkust · Kaapverdië · Kameroen · Kenia · Lesotho · Liberia · Libië · Madagaskar · Malawi · Mali · Mauritanië · Mauritius · Marokko · Mozambique · Namibië · Niger · Nigeria · Oeganda · Rwanda · Sao Tomé en Principe · Senegal · Seychellen · Sierra Leone · Soedan · Somalië · Swaziland · Tanzania · Togo · Tsjaad · Tunesië · Zambia · Zimbabwe · Zuid-Afrika · Zuid-Soedan 

CONCACAF-zone: Amerikaanse Maagdeneilanden · Anguilla · Antigua en Barbuda · Aruba · Bahama's · Barbados · Belize · Bermuda · Britse Maagdeneilanden · Canada · Kaaimaneilanden · Costa Rica · Cuba · Curaçao · Dominica · Dominicaanse Republiek · El Salvador · Frans Guyana · Grenada · Guadeloupe · Guatemala · Guyana · Haïti · Honduras · Jamaica · Martinique · Mexico · Montserrat · 
Nicaragua · Panama · Puerto Rico · Saint Kitts en Nevis · Saint Lucia · Saint Vincent en de Grenadines · Sint Maarten · Suriname · Trinidad en Tobago · Turks- en Caicoseilanden · Verenigde Staten

CONMEBOL-zone: Argentinië · Bolivia · Brazilië · Chili · Colombia · Ecuador · Paraguay · Peru · Uruguay · Venezuela

OFC-zone: Amerikaans-Samoa · Cookeilanden · Fiji · Nieuw-Caledonië · Nieuw-Zeeland · Papoea-Nieuw-Guinea · Samoa · Salomoneilanden · Tahiti · Tonga · Vanuatu

UEFA-zone: Albanië · Andorra · Armenië · Azerbeidzjan · België · Bosnië en Herzegovina · Bulgarije · Cyprus · Denemarken · Duitsland · Engeland · Estland · Faeröer · Finland · Frankrijk · Georgië · Gibraltar · Griekenland · Hongarije · IJsland · Ierland · Israël · Italië · Kazachstan · Kosovo · Kroatië · Letland · Liechtenstein · Litouwen · Luxemburg · Macedonië · Malta · Moldavië · Montenegro · Nederland · Noord-Ierland · Noorwegen · Oekraïne · Oostenrijk · Polen · Portugal · Roemenië · Rusland · San Marino · Schotland · Servië · Slovenië · Slowakije · Spanje · Tsjechië · Turkije · Wales · Wit-Rusland · Zweden · Zwitserland